# Mephritus
Mephritus is een kevergeslacht uit de familie van de boktorren (Cerambycidae). De wetenschappelijke naam van het geslacht werd voor het eerst geldig gepubliceerd in 1866 door Pascoe.

## Soorten
Mephritus omvat de volgende soorten:
- Mephritus adelphus (Martins, 1973)
- Mephritus amictus (Newman, 1841)
- Mephritus apicatus (Linsley, 1935)
- Mephritus apicepullus Galileo & Martins, 2011
- Mephritus auricolle Tavakilian & Martins, 1991
- Mephritus blandus (Newman, 1841)
- Mephritus callidioides (Bates, 1870)
- Mephritus castaneus Martins & Napp, 1992
- Mephritus citreus Napp & Martins, 1982
- Mephritus destitutus Napp & Martins, 1982
- Mephritus estoni Galileo & Martins, 2011
- Mephritus flavipes (Gounelle, 1909)
- Mephritus fraterculus Martins & Napp, 1992
- Mephritus genuinus Napp & Martins, 1982
- Mephritus guttatus Napp & Martins, 1982
- Mephritus quadrimaculatus Martins & Napp, 1992
- Mephritus serius (Newman, 1841)
- Mephritus vescus Galileo & Martins, 2011